# Synegia maculosata
Synegia maculosata là một loài bướm đêm trong họ Geometridae.